# Заув'єт-Сус
Заув'єт-Сус — місто в Тунісі. Входить до складу вілаєту Сус. Знаходиться за 6 км від на південь від міста Сус по дорозі в Мсакен. Станом на 2004 рік тут проживало 10 455 осіб.